# Selección de fútbol sala de Siria
La Selección de fútbol sala de Siria es el equipo que representa al país en la Copa Mundial de fútbol sala de la FIFA, en el Campeonato Asiático de Futsal y en otros torneos de la especialidad; y es controlado por la Federación de Fútbol de Siria.

## Estadísticas

### Copa Mundial de Futsal FIFA
| Copa Mundial de fútbol sala de la FIFA | Copa Mundial de fútbol sala de la FIFA | Copa Mundial de fútbol sala de la FIFA | Copa Mundial de fútbol sala de la FIFA | Copa Mundial de fútbol sala de la FIFA | Copa Mundial de fútbol sala de la FIFA | Copa Mundial de fútbol sala de la FIFA | Copa Mundial de fútbol sala de la FIFA |
| Año                                    | Ronda                                  | J                                      | G                                      | E                                      | P                                      | GF                                     | GC                                     |
| -------------------------------------- | -------------------------------------- | -------------------------------------- | -------------------------------------- | -------------------------------------- | -------------------------------------- | -------------------------------------- | -------------------------------------- |
| 1989 - 2008                            | No participó                           | No participó                           | No participó                           | No participó                           | No participó                           | No participó                           | No participó                           |
| 2012                                   | No clasificó                           | No clasificó                           | No clasificó                           | No clasificó                           | No clasificó                           | No clasificó                           | No clasificó                           |
| 2016                                   | No participó                           | No participó                           | No participó                           | No participó                           | No participó                           | No participó                           | No participó                           |
| 2021                                   | No participó                           | No participó                           | No participó                           | No participó                           | No participó                           | No participó                           | No participó                           |
| Total                                  | 0/9                                    | -                                      | -                                      | -                                      | -                                      | -                                      | -                                      |

### Copa Asiática de Futsal de la AFC
| Copa Asiática de Futsal de la AFC | Copa Asiática de Futsal de la AFC | Copa Asiática de Futsal de la AFC | Copa Asiática de Futsal de la AFC | Copa Asiática de Futsal de la AFC | Copa Asiática de Futsal de la AFC | Copa Asiática de Futsal de la AFC | Copa Asiática de Futsal de la AFC |
| Año                               | Ronda                             | J                                 | G                                 | E                                 | P                                 | GF                                | GC                                |
| --------------------------------- | --------------------------------- | --------------------------------- | --------------------------------- | --------------------------------- | --------------------------------- | --------------------------------- | --------------------------------- |
| 1999 - 2010                       | No participó                      | No participó                      | No participó                      | No participó                      | No participó                      | No participó                      | No participó                      |
| 2012                              | No clasificó                      | No clasificó                      | No clasificó                      | No clasificó                      | No clasificó                      | No clasificó                      | No clasificó                      |
| 2014                              | No participó                      | No participó                      | No participó                      | No participó                      | No participó                      | No participó                      | No participó                      |
| 2016                              | No participó                      | No participó                      | No participó                      | No participó                      | No participó                      | No participó                      | No participó                      |
| 2018                              | No participó                      | No participó                      | No participó                      | No participó                      | No participó                      | No participó                      | No participó                      |
| 2022                              | No participó                      | No participó                      | No participó                      | No participó                      | No participó                      | No participó                      | No participó                      |
| Total                             | 0/16                              | -                                 | -                                 | -                                 | -                                 | -                                 | -                                 |

### Copa Árabe de Futsal
| Copa Árabe de Futsal | Copa Árabe de Futsal | Copa Árabe de Futsal | Copa Árabe de Futsal | Copa Árabe de Futsal | Copa Árabe de Futsal | Copa Árabe de Futsal | Copa Árabe de Futsal |
| Año                  | Ronda                | J                    | G                    | E                    | P                    | GF                   | GC                   |
| -------------------- | -------------------- | -------------------- | -------------------- | -------------------- | -------------------- | -------------------- | -------------------- |
| 1998 - 2007          | No participó         | No participó         | No participó         | No participó         | No participó         | No participó         | No participó         |
| 2008                 | Fase de grupos       | 3                    | 0                    | 0                    | 3                    | 7                    | 22                   |
| 2021                 | No participó         | No participó         | No participó         | No participó         | No participó         | No participó         | No participó         |
| 2022                 | No participó         | No participó         | No participó         | No participó         | No participó         | No participó         | No participó         |
| Total                | 1/6                  | 3                    | 0                    | 0                    | 3                    | 7                    | 22                   |

### Campeonato de la WAFF
| Campeonato de Futsal de la WAFF | Campeonato de Futsal de la WAFF | Campeonato de Futsal de la WAFF | Campeonato de Futsal de la WAFF | Campeonato de Futsal de la WAFF | Campeonato de Futsal de la WAFF | Campeonato de Futsal de la WAFF | Campeonato de Futsal de la WAFF | Campeonato de Futsal de la WAFF |
| Año                             | Ronda                           | J                               | G                               | E                               | P                               | GF                              | GC                              | DIF                             |
| ------------------------------- | ------------------------------- | ------------------------------- | ------------------------------- | ------------------------------- | ------------------------------- | ------------------------------- | ------------------------------- | ------------------------------- |
| 2007                            | No participó                    | No participó                    | No participó                    | No participó                    | No participó                    | No participó                    | No participó                    | No participó                    |
| 2009                            | 5.º lugar                       | 4                               | 0                               | 0                               | 4                               | 8                               | 20                              | -12                             |
| 2012                            | No participó                    | No participó                    | No participó                    | No participó                    | No participó                    | No participó                    | No participó                    | No participó                    |
| Total                           | 1/3                             | 4                               | 0                               | 0                               | 4                               | 8                               | 20                              | -12                             |

### Copa de África del Norte
| Año   | Ronda          | J            | G            | E            | P            | GF           | GC           |
| ----- | -------------- | ------------ | ------------ | ------------ | ------------ | ------------ | ------------ |
| 2005  | No participó   | No participó | No participó | No participó | No participó | No participó | No participó |
| 2009  | Fase de grupos | 3            | 0            | 0            | 3            | 4            | 38           |
| 2010  | No participó   | No participó | No participó | No participó | No participó | No participó | No participó |
| Total | 1/3            | 3            | 0            | 0            | 3            | 4            | 38           |

### Juegos del Mediterráneo
| Futsal en los Juegos del Mediterráneo | Futsal en los Juegos del Mediterráneo | Futsal en los Juegos del Mediterráneo | Futsal en los Juegos del Mediterráneo | Futsal en los Juegos del Mediterráneo | Futsal en los Juegos del Mediterráneo | Futsal en los Juegos del Mediterráneo | Futsal en los Juegos del Mediterráneo | Futsal en los Juegos del Mediterráneo |
| Año                                   | Ronda                                 | J                                     | G                                     | E                                     | P                                     | GF                                    | GC                                    | DIF                                   |
| ------------------------------------- | ------------------------------------- | ------------------------------------- | ------------------------------------- | ------------------------------------- | ------------------------------------- | ------------------------------------- | ------------------------------------- | ------------------------------------- |
| 2010                                  | Primera Ronda                         | 6                                     | 1                                     | 1                                     | 4                                     | 38                                    | 55                                    | -17                                   |
| Total                                 | 1/1                                   | 6                                     | 1                                     | 1                                     | 4                                     | 38                                    | 55                                    | -17                                   |